# Aydın Polatçı
Mehmet Aydın Polatçı (* 15. Mai 1977 in Hafik, Sivas) ist ein türkischer Ringer. Er war 2005 Weltmeister im freien Stil im Schwergewicht.

## Werdegang
Aydın Polatçı wuchs in seinem Geburtsort auf und begann dort 1993 mit dem Ringen, nachdem er sich vorher im türkischen Nationalsport Öl-Ringkampf betätigt hatte. Er wurde Schwergewichtler mit 1,90 Metern Größe und etwa 125 kg Körpergewicht. Nach ersten Erfolgen im Juniorenbereich wurde er Mitglied des Ringerclubs Aski Ankara, wo Mehmet Polatçı sein Trainer wurde. Aydın Polatçı bevorzugte während seiner ganzen Karriere den freien Stil. Lediglich bei Militär-Weltmeisterschaften betätigte er sich zweimal auch im griechisch-römischen Stil.
Seinen ersten internationalen Start absolvierte er 1995 bei der Junioren-Europameisterschaft in Witten, wo er im Schwergewicht in der Altersgruppe der Junioren (bis zum 18. Lebensjahr) im freien Stil den ersten Platz vor Tamás Ábrahám aus Ungarn und Oleg Chorpjakow aus Russland belegte.
Im Jahre 1997 rang er bei mehreren internationalen Meisterschaften bei den Junioren, aber auch schon bei den Senioren. Bei der Militär-WM dieses Jahres kam er im Schwergewicht im griechisch-römischen Stil hinter Alexei Kolesnikow aus Russland auf den zweiten Platz und im freien Stil hinter David Musuľbes aus Russland und Alireza Rezaei aus dem Iran auf den dritten Platz. Bei der Junioren-Europameisterschaft 1997 in Istanbul und bei der Junioren-Weltmeisterschaft 1997 in Helsinki belegte er jeweils den ersten Platz. In Istanbul siegte er vor Artjom Aschigew aus Russland und Aleksi Modebadse aus Georgien und in Helsinki vor Alexis Rodríguez Valera aus Kuba und Artjom Aschigew. Nach dem Rücktritt des Olympiasiegers von 1996 Mahmut Demir wurde er 1997 auch bei der Senioren-Europameisterschaft in Warschau eingesetzt. Er verpasste dort aber knapp eine Medaille. Bei der Weltmeisterschaft 1997 setzte die Türkei Zekeriya Güçlü ein.
1998 wurde er in Bratislava Europameister, wobei er der Reihe nach David Musuľbes, Krassimir Kotschew aus Bulgarien, Sven Thiele und Milan Mazáč aus der Slowakei besiegte. Bei der Weltmeisterschaft 1998 in Teheran unterlag er in seinem ersten Kampf gegen Andrei Schumilin aus Russland. Nach vier siegreichen Kämpfen verlor er dann im Kampf um die Bronzemedaille gegen den US-Amerikaner Kerry McCoy gegenüber.
1999 verlor Aydın Polatçı bei der Europameisterschaft in Minsk nach vier Siegen im Finale erneut gegen Andrei Schumilin (3:4 techn. Punkte). Bei der Weltmeisterschaft 1999 im heimischen Ankara verlor er in seinem dritten Kampf gegen den unbekannten US-Amerikaner Stephen Neal, der dann Weltmeister wurde, nach Punkten (6:10 techn. Punkte). Nach dem damals gültigen Reglement musste er damit ausscheiden und kam nur auf den 5. Platz.
Im Jahre 2000 startete er nur bei den Olympischen Spielen in Sydney. Er gewann dort seinen ersten Kampf gegen Zsolt Gombos aus Ungarn, verlor dann aber gegen den späteren Silbermedaillengewinner Artur Taymazov aus Usbekistan, was sein Ausscheiden bedeutete.
Bei der Weltmeisterschaft 2001 in Sofia landete Aydın Polatçı nach einer Niederlage im dritten Kampf gegen David Musuľbes auf dem fünften Platz. Bei der Weltmeisterschaft 2002 in Teheran gewann er eine Bronzemedaille. Nach einer Niederlage im Halbfinale gegen David Musuľbes besiegte er den Georgier Dawit Otiaschwili.
2004 gewann Aydın Polatçı bei der Europameisterschaft in Ankara seinen zweiten internationalen Titel bei den Senioren. Es schlug Boschidar Bojadschiew aus Bulgarien, Zoltán Farkas aus Ungarn, Radosław Jankowski aus Polen, Sven Thiele und Kuramagomed Kuramagomedow aus Russland. Bei den Olympischen Spielen 2004 in Athen traf er nach Siegen über Rareș Chintoan aus Rumänien, Sven Thiele und Alexis Rodríguez Valera auf Artur Taymazov, gegen den er wieder nach Punkten unterlag. Im Kampf um die olympische Bronzemedaille besiegte er Marid Mutalimow aus Kasachstan. Diese Bronzemedaille blieb die einzige olympische Medaille seiner Laufbahn.
Nach einem Sieg bei den Mittelmeer-Spielen 2005 in Almería trat er in diesem Jahr bei der Weltmeisterschaft in Budapest an. Dort gelang ihm dann mit Siegen über Tolly Thompson aus den Vereinigten Staaten, Rareș Chintoan, Kurmagomed Kuramagomedow und Alexis Rodríguez Valera erstmals der Titelgewinn bei einer Weltmeisterschaft.
Danach startete Aydın Polatçı in den Jahren 2006 und 2007 nur im türkischen Ölringen. 2008 versuchte er ein Comeback. Er belegte bei der Europameisterschaft in Tampere nach Niederlagen gegen David Musuľbes und gegen Bachtijar Achmedow aus Russland den fünften Platz. Auch bei den Olympischen Spielen 2008 in Peking war ihm kein Erfolg beschieden. Nach einem Sieg über Iwan Ischtschenko aus der Ukraine verlor er gegen Marid Mutalimow und landete auf dem 9. Platz.

## Internationale Erfolge
| Jahr | Platz  | Wettbewerb                            | Stil | Gew.-Kl.      | |
| 1995 | 1.     | Junioren-EM (Juniors) in Witten       | F    | bis 115 kg KG | vor Tamás Ábrahám, Ungarn u. Oleg Chorpjakow, Russland |
| 1996 | 2.     | "Yasar-Dogu"-Memorial in Ankara       | F    | Schwer        | hinter Mahmut Demir u. vor Zekeriya Güçlü, bde. Türkei |
| 1997 | 2.     | "Yasar-Dogu"-Memorial in Ankara       | F    | Schwer        | hinter Zekeriya Güçlü, vor Zsolt Gombos, Ungarn u. Ziya Güler, Türkei |
| 1997 | 2.     | CISM-Militär-WM                       | GR   | Schwer        | hinter Alexei Kolesnikow, Russland, vor Dirk Zimmermann, Deutschland |
| 1997 | 3.     | CISM-Militär-WM                       | F    | Schwer        | hinter David Musuľbes, Russland u. Alireza Rezaei, Iran |
| 1997 | 4.     | EM in Warschau                        | F    | Schwer        | hinter David Musuľbes, Aljaksej Mjadswedseu, Belarus u. Sven Thiele, Deutschland, vor Jurij Schobitko, Ukraine                                                                         |
| 1997 | 1.     | Junioren-EM in Istanbul               | F    | Schwer        | vor Artjom Aschigew, Russland, Aleksi Modebadse, Georgien u. Efstathios Topalidis, Griechenland                                                                                        |
| 1997 | 1.     | Junioren-WM in Helsinki               | F    | Schwer        | vor Alexis Rodríguez Valera, Kuba, Artjom Aschigew u. Alireza Chawoshi, Iran |
| 1998 | 1.     | "Yasar-Dogu"-Memorial in Ankara       | F    | Schwer        | vor Tom Erikson, USA u. Alexander Kowalewski, Russland |
| 1998 | 2.     | FILA-Turnier in Clermont-Ferrand      | F    | Schwer        | hinter David Musuľbes, vor Davoud Khorshid, Iran u. Kim Tae-ho, Südkorea |
| 1998 | 1.     | EM in Bratislava                      | F    | Schwer        | mit Siegen gegen David Musuľbes, Krassimir Kotschew, Bulgarien, Sven Thiele u. Milan Mazáč, Slowakei                                                                                   |
| 1998 | 3.     | Goodwill-Games in New York            | F    | Schwer        | hinter Andrei Schumilin, Russland u. Kerry McCoy, USA, vor Rasoul Khadem u. Alireza Rezaei, bde. Iran                                                                                  |
| 1998 | 5.     | WM in Teheran                         | F    | Schwer        | mit einer Niederlage gegen Andrei Schumilin, Siegen über Alexander Enew, Bulgarien, Mushtaq Abdulla, Australien, Aleksi Modebadse u. Sven Thiele u. einer Niederlage gegen Kerry McCoy |
| 1999 | 1.     | "Yasar-Dogu"-Memorial in Ankara       | F    | Schwer        | vor Zekeriya Güçlü u. Kerry McCoy, USA |
| 1999 | 2.     | EM in Minsk                           | F    | Schwer        | mit Siegen über Tomasz Szewczyk, Polen, Sven Thiele, Efstahios Topalidis u. Aljaksej Mjadswedseu u. einer Niederlage gegen Andrei Schumilin                                            |
| 1999 | 5.     | WM in Ankara                          | F    | Schwer        | mit Siegen über Chen Xing Qiang, Volksrepublik China u. Aleksi Modebadse u. einer Niederlage gegen Stephen Neal, USA                                                                   |
| 2000 | 1.     | "Yasar-Dogu"-Memorial in Ankara       | F    | Schwer        | vor Zekeriya Güçlü u. Ziya Güler |
| 2000 | 11.    | OS in Sydney                          | F    | Schwer        | mit einem Sieg über Zsolt Gombos, Ungarn u. einer Niederlage gegen Artur Taymazov, Usbekistan                                                                                          |
| 2000 | 1.     | CISM-Militär-WM in Camp Lejeune       | GR   | Schwer        | vor Corej Farkas, USA u. Nico Schmidt, Deutschland |
| 2000 | 1.     | CISM-Militär-WM in Camp Lejeune       | F    | Schwer        | vor Arawat Sabejew, Deutschland u. An Yu, China |
| 2001 | 2.     | Welt-Cup in Baltimore                 | F    | Schwer        | hinter Kerry McCoy, vor Ebrahim Mehrabi, Iran u. Nikolai Telegin, Russland |
| 2001 | 5.     | WM in Sofia                           | F    | Schwer        | mit Siegen über Marek Garmulewicz, Polen u. Mirko Silian, Schweiz u. einer Niederlage gegen David Musuľbes                                                                             |
| 2002 | 2.     | "Yasar-Dogu"-Memorial in Ankara       | F    | Schwer        | hinter Zekeriya Güçlü, vor Recep Kara, Türkei |
| 2002 | 1.     | "Oleg-Naniew"-Memorial in Wladikawkas | F    | Schwer        | vor Artur Taymazov, Dawit Otiaschwili, Thomas Rowlands, USA u. Markus Hamann, Deutschland                                                                                              |
| 2002 | 3.     | WM in Teheran                         | F    | Schwer        | mit Siegen über Alireza Rezaei, Serhij Prjadun, Ukraine u. Markus Hamann, einer Niederlage gegen David Musuľbes u. einem Sieg über Dawit Otiaschwili, Georgien                         |
| 2003 | 5.     | EM in Riga                            | F    | Schwer        | mit Siegen über Arman Ghumaschjan, Armenien u. Mirko Silian u. einer Niederlage gegen Aleksi Modebadse                                                                                 |
| 2004 | 1.     | EM in Ankara                          | F    | Schwer        | mit Siegen über Boschidar Bojadschiew, Bulgarien, Zoltán Farkas, Ungarn, Radosław Jankowski, Polen, Sven Thiele u. Kuramagomed Kuramagomedow, Russland                                 |
| 2004 | Bronze | OS in Athen                           | F    | Schwer        | mit Siegen über Rareș Chintoan, Rumänien, Sven Thiele u. Alexis Rodríguez Valera, einer Niederlage gegen Artur Taymazov u. einem Sieg über Marid Mutalimow, Kasachstan                 |
| 2005 | 3.     | "Yasar-Dogu"-Memorial in Ankara       | F    | Schwer        | hinter Recep Kara u. Şaban Yılmaz, beide Türkei |
| 2005 | 1.     | Mittelmeer-Spiele in Almería          | F    | Schwer        | vor Hisham Abdulwahib Abdelmoamen, Ägypten |
| 2005 | 1.     | WM in Budapest                        | F    | Schwer        | mit Siegen über Tolly Thompson, USA, Wadym Tassoew, Ukraine, Rareș Chintoan, Kuramagomed Kuramagomedow u. Alexis Rodríguez Valera                                                      |
| 2008 | 3.     | "Yasar-Dogu"-Memorial in Ankara       | F    | Schwer        | hinter Fardin Masoumi Valadi, Iran u. Boschidar Bojadschiew, Bulgarien, gemeinsam mit Lasare Marsagischwili, Georgien                                                                  |
| 2008 | 3.     | "Alexander-Medwed"-Turnier in Minsk   | F    | Schwer        | hinter Rareș Chintoan, Rumänien u. Fatih Çakıroğlu, gemeinsam mit Recep Kara, bde. Türkei                                                                                              |
| 2008 | 5.     | EM in Tampere                         | F    | Schwer        | mit Siegen über Dimitar Kumtschew, Bulgarien u. Wadym Tassoew u. Niederlagen gegen David Musuľbes, Slowakei u. Bachtijar Achmedow, Russland                                            |
| 2008 | 3.     | Golden Grand Prix in Baku             | F    | Schwer        | hinter Əli İsayev, Aserbaidschan u. Alireza Rezaei, vor Lasare Marsagischwili, Georgien u. Maksim Proxorov, Aserbaidschan                                                              |
| 2008 | 9.     | OS in Peking                          | F    | Schwer        | mit einem Sieg über Iwan Ischtschenko, Ukraine u. einer Niederlage gegen Marid Mutalimow                                                                                               |

Anm.: F = freier Stil, GR = griechisch-römischer Stil, Schwergewicht, bis 2001 bis 130 kg, ab 2002 bis 120 kg Körpergewicht